# 中苏国防新技术协定
《中苏国防新技术协定》的全称是《关于生产新式武器和军事技术装备以及在中国建立综合性原子能工业的协定》，又称“十月十五日协定”，是1957年10月15日中华人民共和国和苏联在莫斯科苏联国防部的国防部大楼签订的一份协定，规定苏联向中国提供原子能、原子弹、导弹等技术，包括派遣相关专家，提供中国仿制的样品，帮助建设核试验基地，以及接收导弹、原子能专业的100名中国留学生。中国政府工业代表团团长聂荣臻副总理和苏联部长会议第一副主席别尔乌辛分别代表本国政府在协定上签字。

## 历史
1957年4月24日，聂荣臻召集陈赓、安东等人讨论导弹研究与仿制等问题，并说“搞导弹事业不能平均使用力量，应遵照周总理讲的以导弹带动其他的精神办”。
1957年9月7日，中国派出了以聂荣臻为团长，陈赓、宋任穷为副团长的中国政府代表团（代表团其他成员有钱学森、李强、刘杰、万毅、刘寅、王诤、张连奎等）到莫斯科，同苏联部长会议副主席米哈伊尔·别尔乌辛为首的苏联政府代表团进行谈判，次月15日聂荣臻与别尔乌辛代表中苏两国在苏联国防部签署了《新技术协定》。苏联应允在原子能工业、导弹、火箭武器、航空新技术以及导弹和核试验基地建设诸方面，对中国进行援助。苏联将于1957年至1961年底，为中国提供原子弹教学模型和图纸资料，以及提供R-2型导弹样品和有关的技术资料。
1957年10月30日，中国人民解放军总参谋长粟裕，副总参谋长黄克诚、陈赓召集王诤（通讯兵部主任）、朱明（通讯兵部政委）、李强（经贸部部长助理）、安东（航委秘书长）、钱学森（国防部第五研究院院长）、谷景生（国防部第五研究院政委）、刘秉彦（国防部第五研究院副院长）、林爽（国防部第五研究院副院长）等人开会研究“十月十五日协定”签定以后的新情况和新任务，以及导弹研究的领导和机构组织形式如何适应等问题。会议一致同意由国防部第五研究院作为总院，统一领导国防部第五研究院和中央军委通讯兵的军事电子科学研究院。
20世纪50年代后期，中苏两党之间出现了政策性分歧，以赫鲁晓夫为首的苏共中央不赞同中国国内的各种方针、政策与外交政策，导致两党公开展开论战，中苏交恶。1959年6月20日，苏联方面致信中共中央，表示停止提供原子弹教学模型和有关图纸资料。1960年7月16日，苏联政府照会中国，要求撤回他们在中国的专家，并自7月28日至9月1日撤走在华的全部苏联专家。